# Лічхави

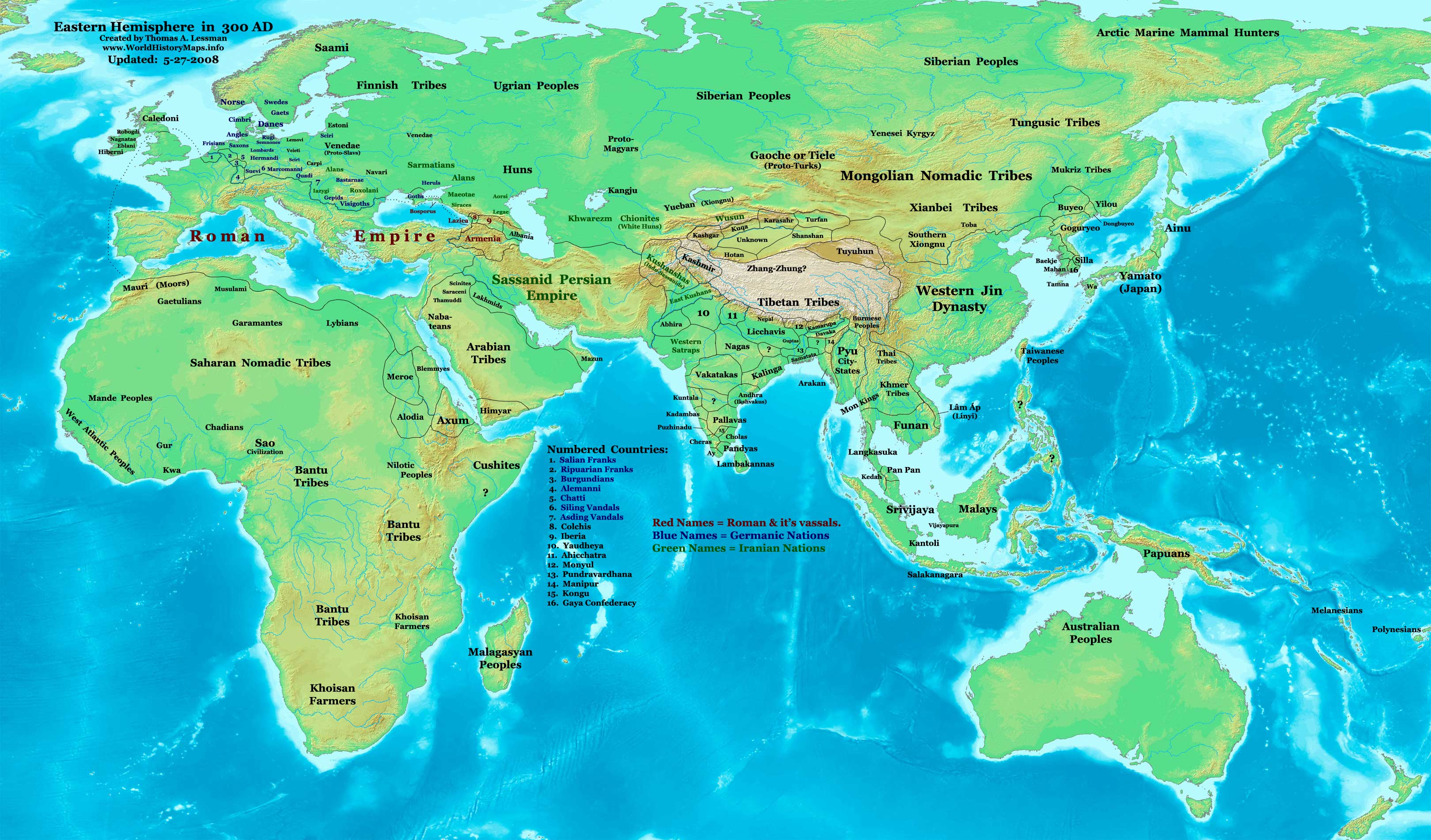
Лічхави у 300 році до н. е.

Лічхави (लिच्छवि) — впливовий аристократичний клан Стародавньої Індії, очільник конфедерації магаджанапада Вадджі. Прийшов у занепад у середині V ст. до н. е. в результаті війн з державою Маґадга.

## Історія
Це була племінна конфедерація (ганасангха), лідери якої використовували титул раджи. Самі лічхави відносили себе до кшатріїв. Загалом нараховували 7707 раджів. З їх кількості обирали голову союзу, якого у свою чергу контролювала Рада Дев'яти. Їх столиця Вайшалі (теперішнє м. Басарх). Територія охоплювала частину сучасного Біхара, а також Непалу.
Поступово вплив цього клану виріс настільник, що приблизно у VI ст. вони очолили магаджанапада Вадджі. Спочатку лічхави були союзниками Бімбісари, магараджи Маґадги. Втім після посилення останньої їх стосунки погіршилися. Остаточно викликало війну стосунки Бімбісари з куртизанкою Амрапалі, яку лічхави вважали один зі своїх надбань. Війни тривала спочатку з бімбісарою, а потім його сином Аджаташатру. Останній протягом 12 років не міг здолати лічхавів. Спочатку раджи лічхавів у союзі з Каші, Кошалою, Маллою завдали поразки Маґадгі. В цих битвах їх очоливав Четака, дядька проповідника Махавіри (засновника джайнізму). Втім зрештою Аджаташатру двічі завдав поразки клану, а потім хитрістю (за допомогою брахманів) захопив їх столицю Вайшалі. Після цього політичний вплив лічхавів було знищено. Проте раджи з клану лічхавів збереглися до часів Гуптів. Представниця клану лічхавів Кумарадеві була дружиною правителя Чандрагупти I з династії Гуптів. 
Близько 400 року частина клану вдерлася  на північ, де завдало низки поразок раджам племен кірата, заснувавши власне царство.